# Pterocarpus santalinus
Pterocarpus santalinus là một loài thực vật có hoa trong họ Đậu. Loài này được L.f. miêu tả khoa học đầu tiên.

Đây là loài đặc hữu dãy núi phía đông Ghats phía Nam Ấn Độ. Cây này có giá trị cho màu đỏ phong phú của gỗ. Gỗ không thơm. Cây không bị nhầm lẫn với cây gỗ đàn hương Santalum thơm mọc tự nhiên ở Nam Ấn Độ.
Pterocarpus santalinus là một loài cây nhỏ yêu cầu ánh sáng, cao tới 8 mét với thân cây có đường kính 50–150 cm. Chúng phát triển nhanh khi còn trẻ, đạt chiều cao 5 mét trong ba năm, ngay cả trên đất bị thoái hóa. Chúng không chịu được băng giá, bị giết chết bởi nhiệt độ −1 °C. Các lá mọc xen kẽ, dài 3–9 cm, ba lá với ba lá chét. Hoa tạo ra trong các cành hoa ngắn. Quả dài 6–9 cm chứa một hoặc hai hạt. 

## Hình ảnh

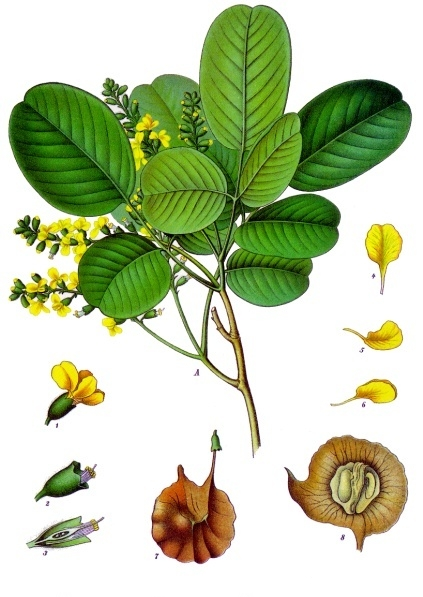
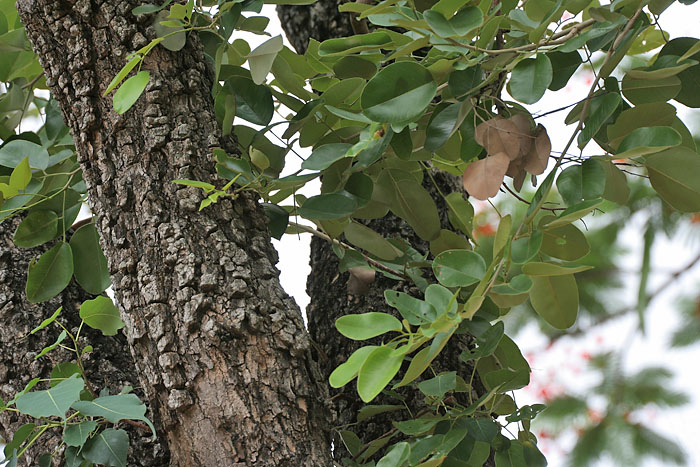
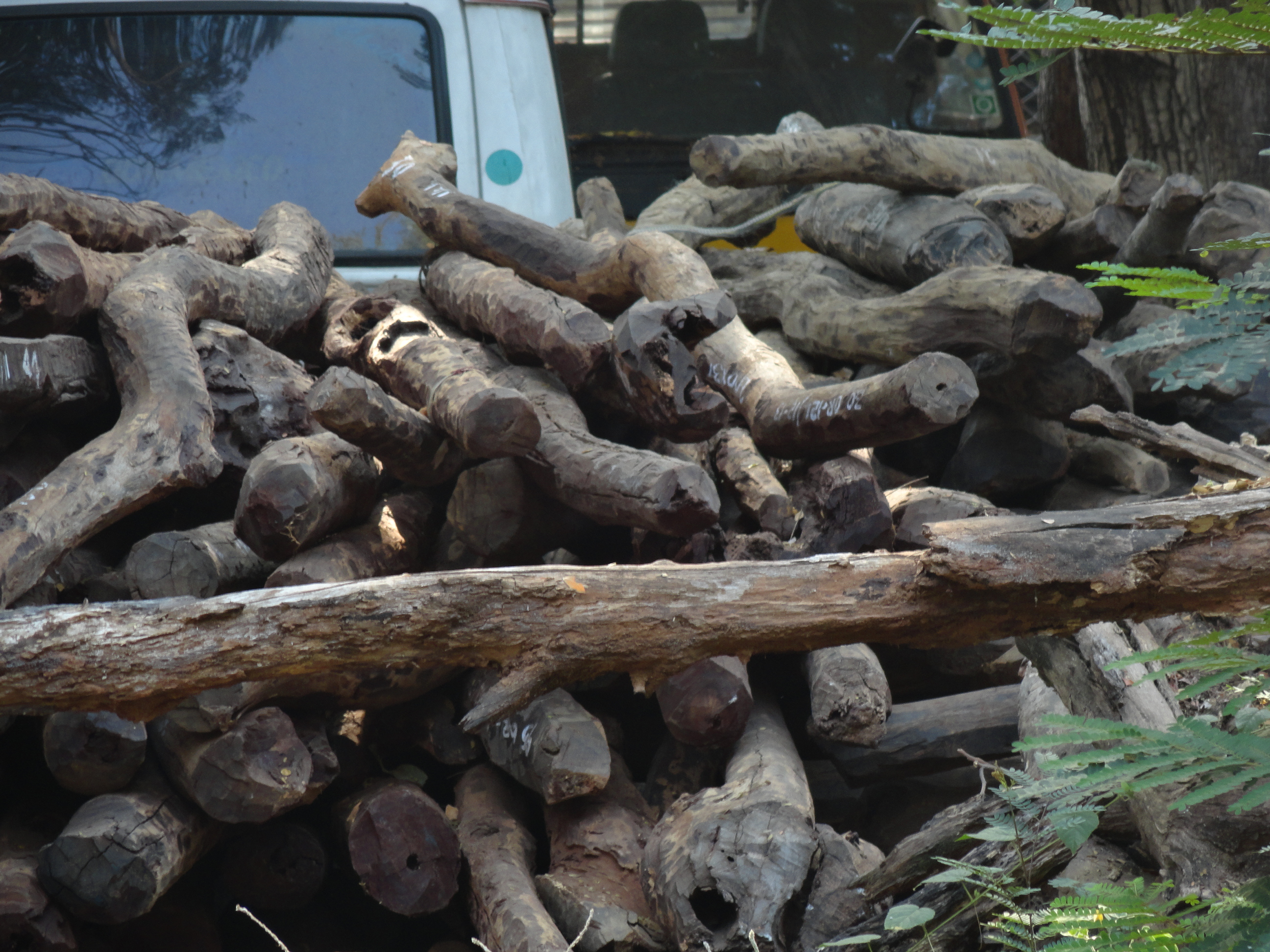
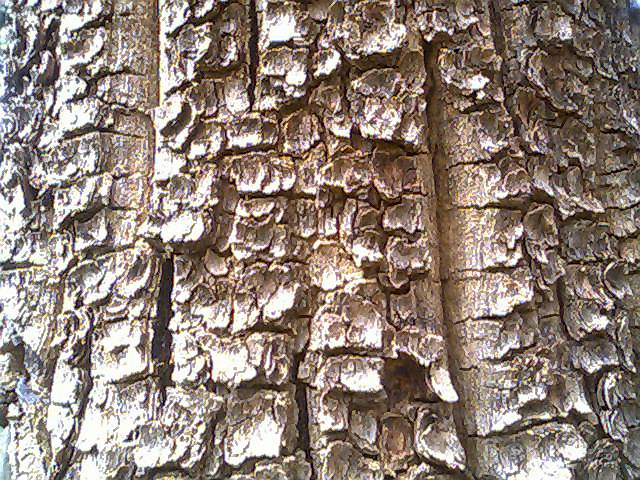

## Tên gọi khác
Pterocarpus santalinus được biết tới ở Trung Quốc và Việt Nam với tên gọi cây gỗ Tử Đàn

## Giai thoại
Gỗ tử đàn cực kỳ cứng chắc và nặng nề, vào nước là sẽ chìm, chế tác vật dụng không cần dùng sơn cũng có màu tím, hơn nữa sinh sản vào những vùng xa xôi, rất khó phát triển, vì vậy được gọi là vua gỗ.
Vào thời nhà Minh, dù là hoàng gia cũng chỉ có một số lượng vật dụng rất nhỏ làm bằng gỗ tử đàn, đồng thời cũng chỉ dùng làm những thứ nhỏ nhặt như khung tranh, họa trục, quân cờ.
khi Minh Thành Tổ Chu Lệ lên ngôi, vì muốn tuyên dương uy thế mà phái thái giám Trịnh Hòa suất lĩnh một đội thuyền sang Tây Dương, trên thuyền chuyên chở trà lụa, tặng nó cho các nước trên đường đi.
Khi quay về thì vì không còn hàng hóa nên thân tàu nhẹ hơn rất nhiều, vì sợ không chịu được sóng gió nên mới cần tìm vật đặt nặng đặt lên.
Trịnh Hòa phát hiện một vài nước có những loại gỗ tím cực nặng, vì vậy mà cho người chặt đến đặt vào khoang thuyền. Sau khi thuyền quay về nước thì đám quý tộc hoàng thất bắt đầu dùng thứ gỗ lót sàn thuyền này để làm vật dụng, về sau mọi người phát hiện loại gỗ này cực kỳ rắn chắc lại không sợ nước và mối mọt, vì vậy mới được hoan nghênh nhiệt liệt, sau đó bắt đầu được thu hoạch quy mô lớn.
Cuối thời Minh đầu nhà Thanh thì phần lớn gỗ tử đàn mua được trên thế giới đều chảy về Trung Quốc, được tập trung lại ở Nghiễm Châu và Bắc Kinh, đời Minh vì chặt phá rừng rất bừa bãi, vì thế mà những mặt hàng làm bằng gỗ tử đàn thời nhà Thanh hầu như đều là hàng tồn từ thời nhà Minh.
Trên phương diện chế tác gỗ tử đàn có câu: "Một đục, hai khắc, bảy đánh bóng", rõ ràng quá trình đánh bóng đã mất bảy phần thời gian, mà công cụ dùng để đánh bóng cũng có chút kỳ công, trước tiên bôi sáp lên, sau đó dùng cỏ và vải bố ma sát, mãi đến khi sáng bóng.
Hiện nay ở Trung Quốc có Bảo tàng gỗ Tử đàn (hay gỗ Đàn hương đỏ) là bảo tàng tư nhân đầu tiên và lớn nhất Trung Quốc với các bộ sưu tập, nghiên cứu và trưng bày đồ nội thất cũng như tác phẩm nghệ thuật làm bằng gỗ Tử đàn
Chủ nhân của bảo tàng này bà Trần Lệ Hoa và chồng, diễn viên Trì Trọng Thụy, người từng đảm nhận vai Đường Tăng trong phim Tây Du Ký, phiên bản năm 1986.